# Explosión en Berkadzor
El 25 de septiembre de 2023, alrededor de las 19:00 (UTC+4), una explosión en una gasolinera en Berkadzor, cerca de Stepanakert, en la autoproclamada República de Artsaj,  provocó la muerte de al menos 218 personas, y dejó 120 heridos.

## Explosión
La explosión coincidió con el éxodo de más de 100.000 personas de etnia armenia de la región tras una ofensiva militar a gran escala lanzada por Azerbaiyán contra el autoproclamado Estado pro-armenio una semana antes. El volumen de personas que buscaban abandonar la región provocó la saturación de las gasolineras. En el momento de la explosión, cientos de personas se encontraban reunidas en la estación.

## Reacciones
Tras la explosión, se prepararon los hospitales locales de Azerbaiyán y se iniciaron negociaciones para evacuar a los heridos. Los representantes de los residentes armenios del Alto Karabaj rechazaron la propuesta.
Adrienne Watson, portavoz del Consejo de Seguridad Nacional de los Estados Unidos, ofreció sus condolencias por las víctimas e instó a la necesidad de acceso humanitario a la región.